# 徐晉
徐晉（？—？），字□，直隸揚州府江都縣軍籍，浙江鄞縣人，明朝政治人物。

## 生平
正德五年（1510年）庚午科應天府鄉試第一百十三名舉人。正德六年（1511年）中式辛未科會試第二百十四名，登第三甲第一百七十四名進士。

## 家族
曾祖徐□；祖父徐清，曾任壽官；父徐鍈，母丘氏。具慶下。